# Beckington
Beckington – wieś w Anglii, w hrabstwie Somerset, w dystrykcie (unitary authority) Somerset. Leży 30 km na południowy wschód od miasta Bristol i 153 km na zachód od Londynu. W 2001 miejscowość liczyła 956 mieszkańców.